# Zentrum (Neuroanatomie)
Mit Zentrum (abgeleitet von altgriechisch τὸ κέντρον to kentron, deutsch ‚Stachel‘, dann Stachelstab bzw. der „Kreismittelpunkt“, an dem die Spitze des Zirkels angesetzt wird) bezeichnet man in der Neuroanatomie und Neurophysiologie einen Verband von Nervenzellen, die eine Arbeitsgemeinschaft bilden, um afferente neuronale Reize zu verarbeiten und sie in efferente neuronale Impulse umzuwandeln. Auf diese Weise können übergreifende Aufgaben, die für den gesamten Organismus von Bedeutung sind, besser bewältigt werden, insbesondere die der besseren Anpassung an stets wechselnde Bedingungen der Umwelt (Zerebrospinales Nervensystem). Synonyme Bezeichnungen sind Hirnrindenfeld, Feld, = lat. Area oder Kern = lat. Nucleus. Während für das „Zentrum“ das Reflexmodell maßgeblich ist und ihm somit auch streng definierte physiologische Bedeutung zukommt, ist der Begriff „Kern“ eher rein anatomisch gebräuchlich insbesondere auch für die grauen Ursprungs-, Schalt- oder Endkerne einer Nervenbahn.(a) (a)

## Reflexmodell
Das „Zentrum“ entspricht somit dem Reflexbegriff bzw. dem Modell des Reflexbogens. Das nervöse Zentrum beim Menschen und bei den Wirbeltieren ist das Resultat einer langen Entwicklung, die mit zur Ausbildung eines Zentralnervensystems (ZNS) führte.(b) Das ZNS ist anatomisch-topographisch als Organsystem innerhalb von Schädel und Wirbelkanal vom peripheren Nervensystem abgrenzbar. Funktionell bilden beide Teile eine Einheit. Als System bezeichnet man beide Teile insofern, als sie aus unterschiedlich differenzierten Nervenzellen (Neuronentheorie) zusammengesetzt sind. Das von Heinz Werner beschriebene Modell der Zentralisierung ist auch innerhalb des Zentralnervensystems wirksam. Das Zentralnervensystem ist daher nicht als einheitlicher Funktionsverband, sondern als Verbund unterschiedlicher Zentren zu verstehen, die erst im Verlauf der Entwicklung miteinander in wechselseitige Verknüpfung treten. Diese Zentren sind untereinander hierarchisch gegliedert und in höhere und niedrigere Zentren aufgeteilt. Auch die höchsten Zentren stehen miteinander in Verbindung.(a) Gleich auf welcher Höhe des hierarchischen Systems sich ein solches Zentrum befindet, es wird dann als Zentrum bezeichnet, wenn es auf ein bestimmtes Organ oder ein Organsystem spezifisch einwirkt.(a) Dem entspricht auch die Definition von Hans Winterstein (1879–1963), der von einem Zentrum als einem Teil des ZNS dann ausgeht, wenn es für das Zustandekommen eines zentralnervösen Vorgangs eine ausschlaggebende Bedeutung besitzt.
Das Reflexmodell hat entscheidende Impulse durch die Lehren Iwan Petrowitsch Pawlows (1849–1936) und seiner Reflexologie erhalten. Darin ist auch die Nervismustheorie enthalten. Die „Höhenbezeichnung“ der einzelnen Zentren hängt demnach von ihrer entwicklungsgeschichtlichen Differenzierung ab. Pawlow war stets bemüht, die Bedeutung seiner Reflexlehre auch für die psychischen Leistungen hervorzuheben.(a) Er ging dabei so weit, die Auflösung aller eigentlich psychischen Terminologie zu fordern.(b) Die Funktion von „höheren Zentren“ hat Carl Wernicke als Teil eines psychischen Reflexbogens bezeichnet. Nach ihm wurde das Wernicke-Zentrum benannt. Eine Reihe individueller Schwankungen ergibt sich bei der Ausreifung und Ausformung der Furchen und Windungen des Gehirns. Es besteht keine völlige Übereinstimmung zwischen verschiedenen Hirnoberflächen, ja nicht einmal zwischen linker und rechter Hemisphäre eines Gehirns.

## Projektionszentren, Assoziationszentren
Projektionszentren stehen in Verbindung mit „höheren“ (sensiblen oder sensorischen) oder „tieferen“ (motorischen) Zentren oder Organen. Sie haben demnach einen „vertikalen“ Verlauf, was die Niveauhöhe der Reizbeantwortung betrifft. Assoziationszentren stehen über Assoziationsbahnen in Verbindung mit Zentren „auf gleicher Höhe“ des neuronalen Niveaus, wie etwa des praemotorischen und motorischen Cortex. Sie haben einen „horizontalen“ Verlauf. Diese topischen Besonderheiten (topographische Unterscheidung) des lokalisierbaren Verlaufs der Nervenfasern (Neuriten) haben aber leistungspsychologische hierarchisch gegliederte und definierbare Wechselwirkungen. Es bestehen nicht nur Verbindungen zwischen somatosensorischen und somatomotorischen Nerven sowie zwischen viszerosensiblen und viszeromotorischen, sondern auch zwischen dem zerebrospinalen und dem autonomen Nervensystem.(b) (c)

## Zerebrospinales Nervensystem
Beispiele sensorischer Zentren sind:
- das Hörzentrum
- das Sehzentrum
- das Riechzentrum
- das Sprachzentrum

Beispiele motorischer Zentren sind:
- die Somatomotorische Rinde
- das Extrapyramidale System

Die Hirnrindenkarte gibt eine detaillierte Übersicht der verschiedenen Hirnzentren oder Felder.

## Vegetatives Nervensystem
Beispiele vegetativer Zentren sind:
- das Kreislaufzentrum
- das Blasenentleerungszentrum
- das Atmungszentrum

Die neuronalen vegetativen Zentren sind eng miteinander verknüpft. Sie konnten bisher nur elektrophysiologisch identifiziert werden, nicht morphologisch.(c)

## Pathologische Anatomie
Pathologische herdförmige oder auch als „fokal“ bezeichnete Veränderungen von Organen oder anderen Geweben können ähnlich wie es bei neuroanatomischen Zentren der Fall ist, zu Fernwirkungen führen, die Teile des Körpers oder den gesamten Organismus betreffen. Dies kann natürlich bei Schädigung entsprechender Zentren eintreten.(b) Als solches Zentrum ist etwa der Gyrus praecentralis (Vordere Zentralwindung) von klinischer Bedeutung für die gesamte Willkürmotorik. Das klinische Bild bei einer Schädigung in solchen Fällen entspricht dem einer „zentralen Lähmung“. Die Bezeichnung „zentral“ bezieht sich damit jedoch nicht nur auf die grauen neuroanatomischen Zentren selbst, sondern grenzt alle Schäden innerhalb des ZNS gegen die bei periphereren Nerven auftretenden Leiden ab. Sie bezieht sich nicht nur auf die graue Substanz der neuroanatomischen Zentren, sondern gilt auch für Schäden der weißen Substanz im ZNS und somit seiner Nervenbahnen. Damit stellt „zentral“ einen mehrdeutigen Begriff dar. Die Präzentralwindung entspricht der Area 4 nach Korbinian Brodmann (1868–1918), siehe auch die Hirnrindenkarte.

## Kritik

Schematische Darstellung der Niveauhöhe der Verarbeitung von Reizen durch das Zentralnervensystem nach dem „Grundschema des Reflexbogens“ (Jaspers).

Sowohl das Reflexmodell als auch bereits die mit der Herleitung des Begriffs „Zentrum“ verbundene Vorstellung des Kreises oder der Kugeloberfläche (als Peripherie) und seines Mittelpunkts (als Zentrum) stellen Abstraktionen dar. Neurobiologische Zentren können auch anatomisch nicht als „punktförmige“ Instanzen aufgefasst werden. Es ist fast immer ein ganzes „Feld“ von räumlich gegliederten weiteren Instanzen mitbeteiligt. Dies gilt sowohl in horizontaler Hinsicht der gleichen hierarchischen Niveauhöhe eines jeweiligen Zentrums in Beziehung zu weiteren ähnlich gegliederten Zentren als auch in vertikaler Hinsicht der allmählichen Herausbildung eines „höheren“ Zentrums im Verlauf der Entwicklungsgeschichte. Bereits im oben enthaltenen Kap. Reflexmodell wurde auf ontogenetische Vorstellungen eingegangen, wonach sich „höhere“ Zentren aus „tieferen“ Vorstufen entwickeln. Dies erfolgt stets nach dem Prinzip der Einflussnahme auf eine stets zunehmende Vielzahl spezifischer Reaktionen durch die zentralisierte Struktur.(d)
Die Vielzahl spezifischer Reaktionen erfordert eine Vielzahl entsprechender Zentren, die im Sinne eines Wechselverhältnisses zusammenarbeiten. Ein Zentrum ist daher immer auf ein System weiterer nervöser Einheiten angewiesen. Der nervöse Apparat arbeitet als ein Nervensystem. Diesem Aspekt der Integration trägt auch eine weitere Definition des nervösen Zentrums Rechnung, in der von einem „anatomisch umschriebenen Gebiet des ZNS oder … mehreren solchen Gebieten im Sinne der Zentrenkonstellation“ die Rede ist. Der Feldbegriff wurde von der Gestaltpsychologie eingeführt, vgl. dazu insbesondere auch den Begriff der Isomorphie.(b) Der Feldbegriff hat sich als fruchtbar erwiesen für die Beschreibung der neuropsychologischen Syndrome im Rahmen der primären, sekundären und tertiären Rindenfelder, siehe dazu auch die Erläuterung dieser Feldbegriffe anhand des Sehvermögens.(a) Der Begriff des Feldes umfasst – vom Bild des Kreises her gesehen – nicht nur die Kreisfläche als Summe aller „niedrigeren“ Instanzen zwischen Peripherie (Rezeptor) und „höchster“ Instanz (Kreismittelpunkt), sondern auch die Fläche außerhalb des Kreises als Sphäre der Umwelt. Man spricht daher nicht nur von Assoziationszentren und Projektionszentren usw., sondern ebenso von Assoziationsfeldern und Projektionsfeldern usw. Das Lokalistionsdenken der Neurologie ist in der Psychologie eher als fragwürdig anzusehen, wenn es ohne Berücksichtigung der Leistungen der Gesamtheit der Rindenfelder erfolgt.(a) (e)